# Verwaltungsgemeinschaft Veitsbronn
Verwaltungsgemeinschaft Veitsbronn – wspólnota administracyjna (niem. Verwaltungsgemeinschaft) w Niemczech, w kraju związkowym Bawaria, w rejencji Środkowa Frankonia, w regionie Planungsregion Nürnberg, w powiecie Landkreis Fürth. Siedziba wspólnoty znajduje się w miejscowości Veitsbronn.
We wspólnocie zrzeszone są dwie gminy (Gemeinde):
- Seukendorf; 3067 mieszkańców, 8,51 km²
- Veitsbronn; 6295 mieszkańców, 16,16 km²